# Џералдин (Алабама)
Џералдин (енгл. Geraldine) град је у америчкој савезној држави Алабама. По попису становништва из 2010. у њему је живело 896 становника.

## Демографија
Према попису становништва из 2010. у граду је живело 896 становника, што је 110 (14,0%) становника више него 2000. године.
| Група             | 2000.       | 2010.       |
| Белци             | 767 (97,6%) | 829 (92,5%) |
| Афроамериканци    | 0 (0,0%)    | 3 (0,3%)    |
| Азијати           | 0 (0,0%)    | 0 (0,0%)    |
| Хиспаноамериканци | 3 (0,4%)    | 18 (2,0%)   |
| Укупно            | 786         | 896         |